# سمك ورقائق بطاطا
السمك والبطاطا، هو طبق من المطبخ الإنجليزي يقدم كطبق رئيسي ساخناً، ويحضّر بقلي السمك والبطاطا. ومن الشائع شراء هذا الطبق سفري من المطاعم.

## التاريخ
أصبح السمك والبطاطا الوجبة الرئيسية للطبقة العاملة في إنجلترا وذلك نتيجة التطور السريع في ترولة في بحر الشمال, وتطوّر خطوط السكك الحديدية التي تربط الموانئ بالمدن الصناعية الكبرى خلال النصف الثاني من القرن التاسع عشر، حيث كانت الأسماك الطازجة تنقل بسرعة إلى المناطق المكتظة بالسكان. كان اليهود الإسبان هم أول من أحضر السمك المقلي إلى إنكلترا، وتعتبر نموذجاً لعنصر السمك المستخدم في الأطباق الرئيسية. في الأصل، كان اليهود الإسبان الذين استقروا في إنجلترا في القرن السابع عشر يعدّون السمك المقلي بطريقة مماثلة لبيسكادو فريتو، حيث يغطّى السمك بالطحين. تغمس الأسماك المغلفة بالطحين أولاً ثم في خليط يتكون من طحين ممزوج بسائل (كالماء أو البيرة). من التعديلات الحديثة التي أضيفت على هذه الوصفة استخدام دقيق الذرة وقد يضاف ماء الصودا بدل البيرة. في 1860، افتتح أول مطعم سمك وبطاطا في لندن بواسطة جوزيف مالين  حيث كان يبيع السمك والبطاطا المحضرات على الطريقة اليهودية.

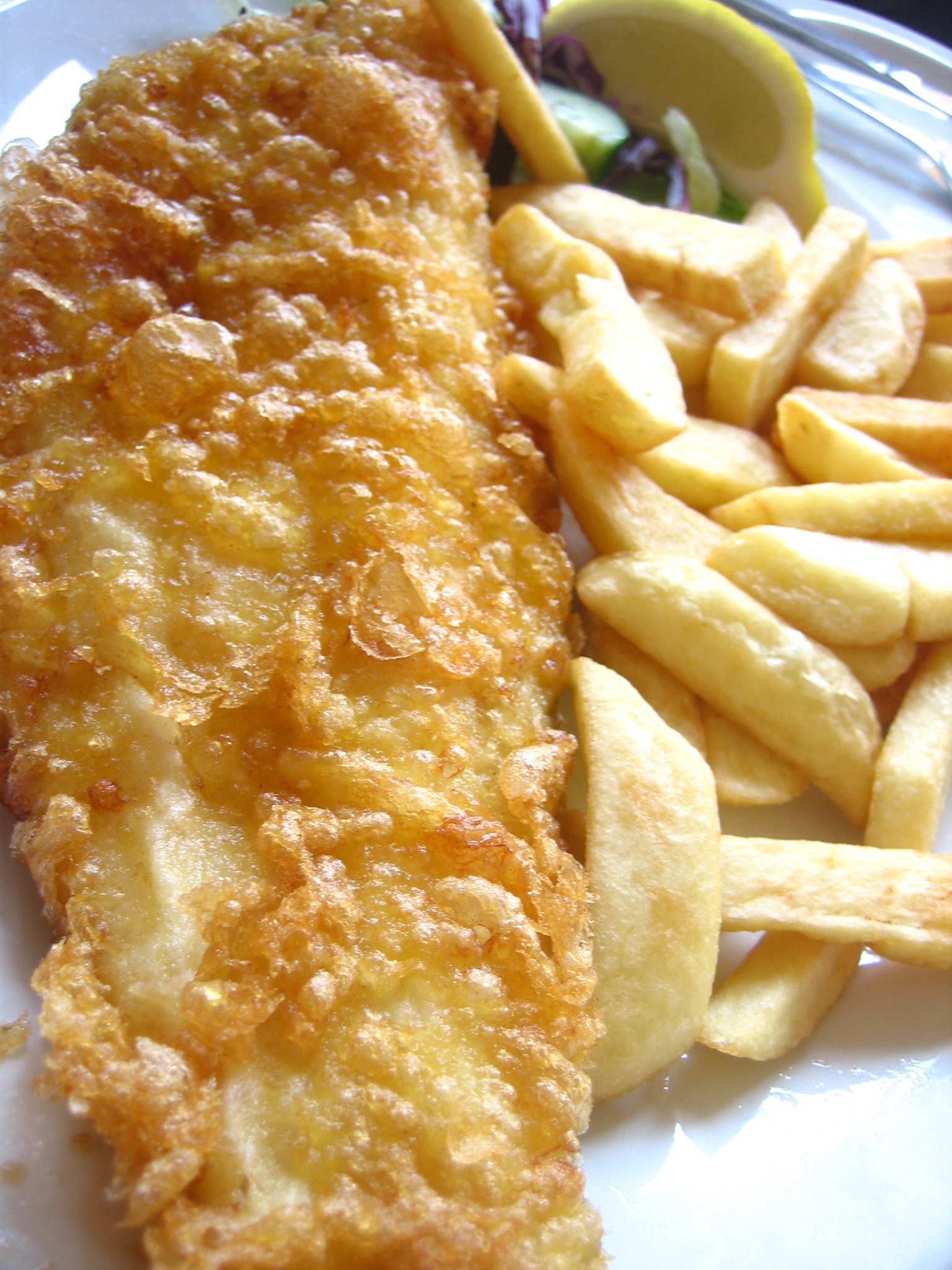
سمك وبطاطا

أما البطاطا المقلية قلياً عميقاً (شرائح أو قطع البطاطا) فلم تظهر في بريطانيا كطبق حتى نفس الفترة تقريباً، يشير قاموس أكسفورد الإنجليزي إلى أن أقرب استخدام لشرائح البطاطا في هذا السياق يعود إلى رواية قصة مدينتين للكاتب الإنجليزي تشارلز ديكنز (نشرت عام 1859): "رقائق بطاطا مقلية ببضع قطرات من زيت مقاوم"،) وقد نشأ في المملكة المتحدة، على الرغم من أن محلات بيع المواد الغذائية المقلية كانت شائعة في جميع أنحاء أوروبا. كانت أقدم المحلات التي باعت السمك والبطاطا مزوّدة بالمرافق الأساسية فقط، منها مرجل كبير لطبخ الدهن، يسخّن على نار الفحم. تطورت هذه المحلات لاحقاً لتصبح موحّدة الشكل إلى حد ما، حتى الطعام المقدم كان يُلفّ في ورق، كما كان الزبائن يصطفون طابوراً عند طاولة التجهيز. خلال الحرب العالمية الثانية، كانت وجبة السمك والبطاطا لا تزال إحدى الأطعمة القليلة في المملكة المتحدة التي لا تخضع لقوانين التقنين.
كانت وجبة السمك والبطاطا البريطانية تقدّم في الأصل في أوراق الصحف القديمة، لكن هذه الممارسة أوقفت إلى حدٍ بعيد، حيث أصبح الباعة يستخدمون الورق العادي غير المطبوع وعبوات الكرتون والبلاستيك بدلاً من الجرائد.

## الطبخ

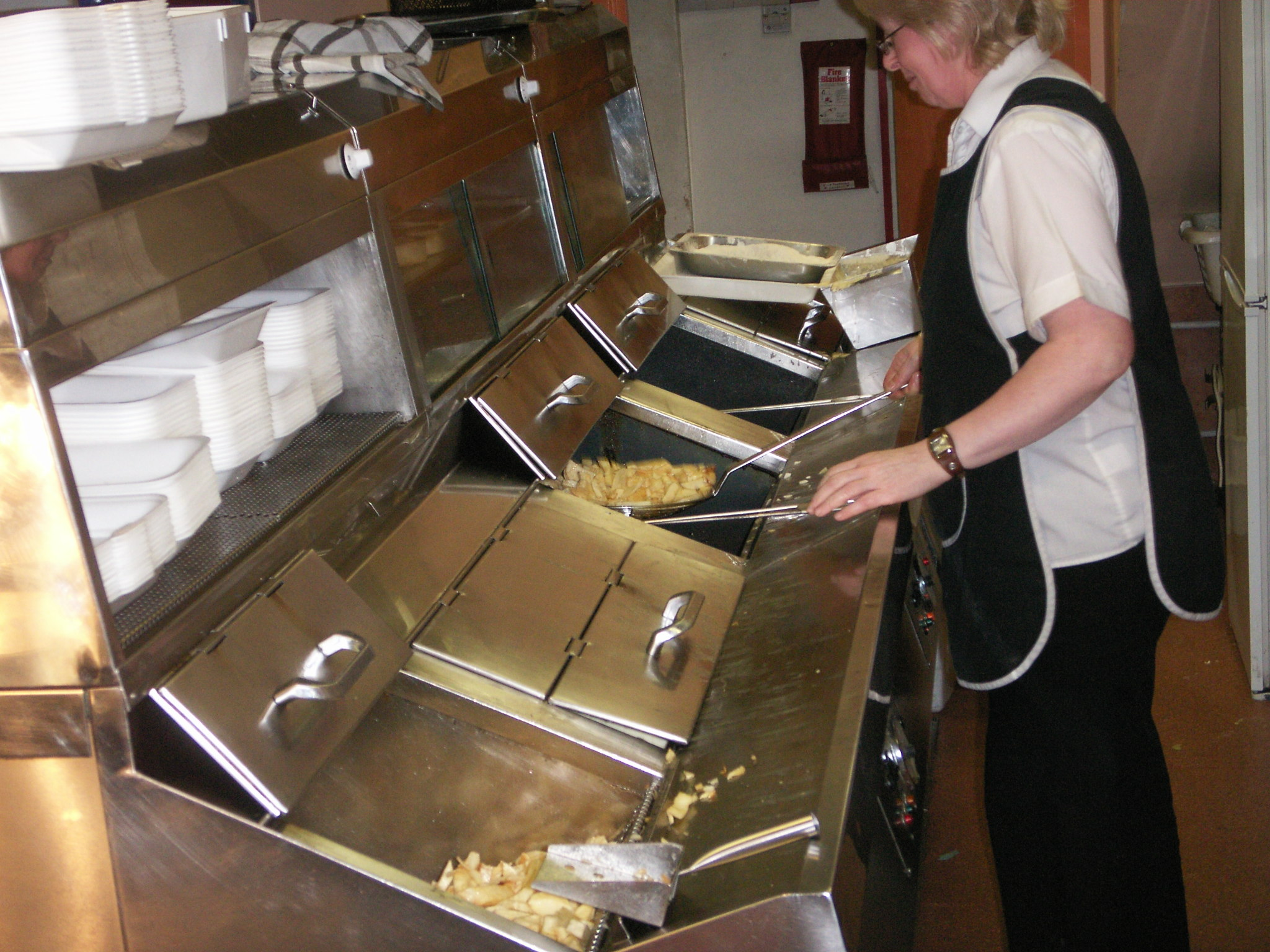
القلي

في القلي التقليدي، يستخدم الودك أو شحم الخنزير، لكن تستخدم أيضاً الزيوت النباتية كزيت الفول السوداني (يستغرق هذا الزيت فترة أطول من الزيوت الأخرى قبل أن يبدأ بالاسوداد وإطلاق الدخان). ثمة أقلية من البائعين في شمال إنجلترا واسكتلندا وغالبية البائعين في أيرلندا الشمالية ممن لا يزالون يستخدمون شحم الخنزير لأنه يعطي نكهة مميزة للطبق وهذا يجعل الرقائق المقلية غير مناسبة للنباتيين ولأتباع الديانات التي تحرم أكل الخنزير.

### سماكة القطع

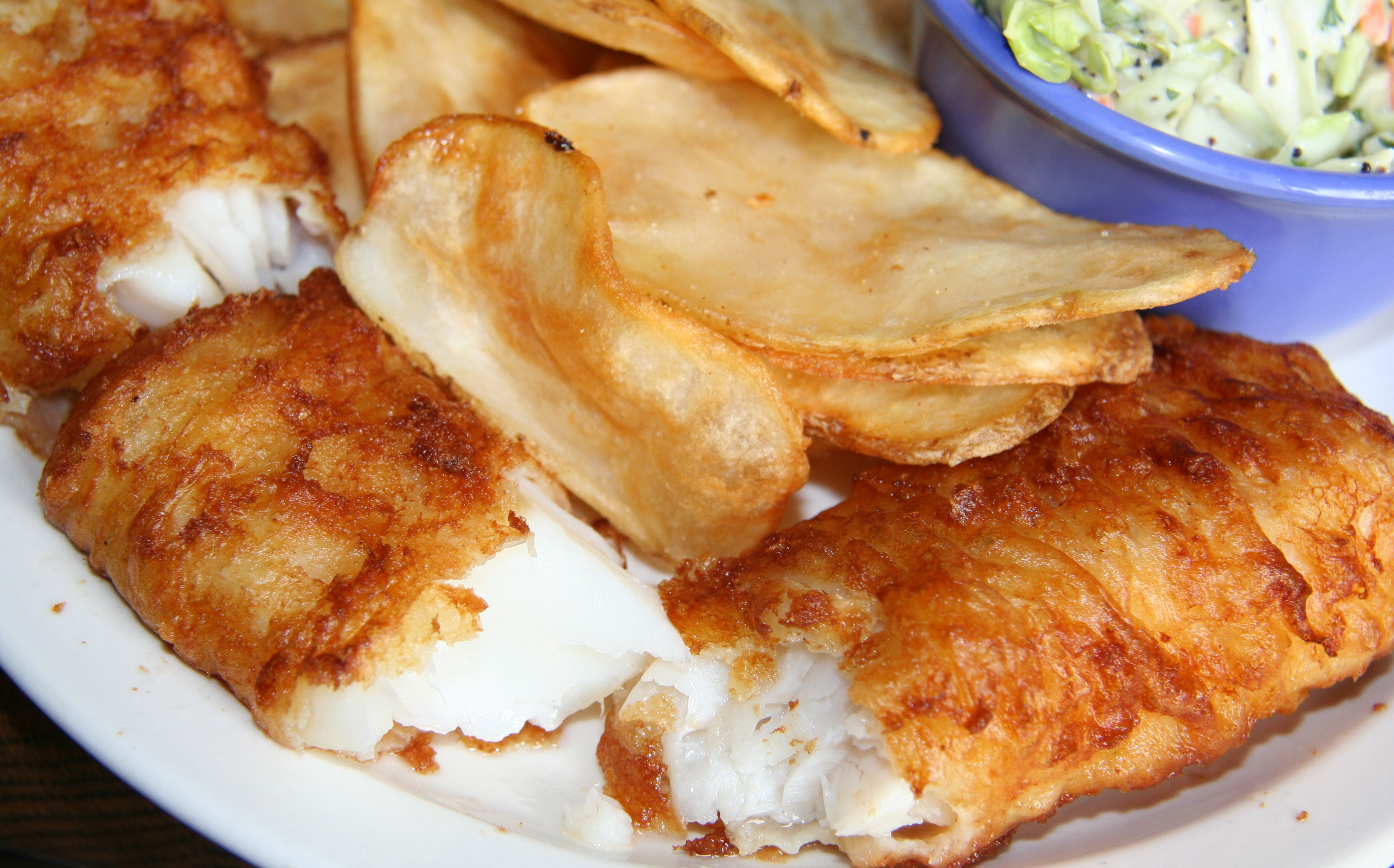
سمك وقطع بطاطا مقلية مقدمة مع سلطة كولسلو

تكون رقائق البطاطا الإنجليزية عادةً أكثر سمكاً من البطاطا المقلية على الطريقة الأمريكية والتي تباع في معظم مطاعم الوجبات السريعة، وهذا يعني أن نسبة الدهون تكون أقل في القطع. في المنازل وبعض المطاعم، يعدّ الأمريكيون الرقائق بسماكة أكبر بطريقة أقرب إلى الرقائق الإنجليزية.

## وصلات خارجية
- "Top UK dish 'hooked French first'": BBC News: Fish and chips invented in France? Retrieved 2008-05-27
- "My plaice or yours?" - article from الغارديان detailing some chippy terminology. Retrieved 2008-05-27
- Far Flung Fish and Chips نسخة محفوظة 5 يونيو 2013 على موقع واي باك مشين. - historical article
- "Fish and chips": the (UK) Sea Fish Industry Authority's views. Retrieved 2008-05-27
- BBC TWO تشينغ هي هوانغ-style fish and chips
- National Federation of Fish Friers, the UK industry body for fish and chip shops.